# Düm Tek Tek
Düm Tek Tek (engelska Crazy for You) är en sång av den belgiska sångerskan Hadise och representerade Turkiet i Eurovision Song Contest 2009 i Moskva, Ryssland, där den slutade på fjärde plats.